# W·伊恩·利普金
沃尔特·伊恩·利普金（英語：Walter Ian Lipkin，1952年11月18日—），美國微生物學家、傳染病學家，現為哥伦比亚大学梅尔曼公共卫生学院约翰·斯诺傳染病學教授、哥倫比亞大學醫學院神經內科與病理學教授。他也是哥伦比亚大学公共卫生学院感染与免疫中心主任，这是一个研究急性和慢性疾病微生物的学术实验室。
利普金因其識別新型病毒的速度和創新方法而贏得了「病毒獵手」（master virus hunter）這一美譽。他曾在2002年至2004年SARS疫情期間為中國政府和世界衛生組織提供了一系列建議。2019年至2020年期間，爆發2019冠狀病毒病疫情，他帶領公共卫生学院感染与免疫中心的50至60名研究人員與中國的中山大學研究人員進行了合作。

## 外部連結
- 官方网站
- Ian Lipkin在互联网电影资料库（IMDb）上的資料（英文）